# حب الثلج العنيبي
حب الثلج العنيبي (الاسم العلمي:Symphoricarpos vaccinioides) هو نوع من النباتات يتبع جنس حب الثلج من الفصيلة المعزية الورق.